# El Picarcho
El Picarcho és el nom que rep el jaciment arqueològic situat a la serra de Mira, 2 km al nord de Camporrobles (Plana d'Utiel). Es tracta d'un petit assentament de l'edat del bronze de tot just 500 m², situat a 1124 msnm i una mica al nord del jaciment preromà i andalusí de El Molón Va ser objecte en 1981 d'una excavació d'urgència realitzada pel Servei d'Investigació Prehistòrica, que va dirigir M. Gil-Mascarell.

## Història
Els treballs a la terrassa superior van proporcionar una interessant estratigrafia de més de 2 m, en què es van detectar dos  nivells d'ocupació, amb una fase d'abandonament entre els dos. Les dues fases semblen associar-se a una diferent funcionalitat de l'espai: àrea de magatzem a la capa superior i zona d'escombriaries la capa inferior. El final de l'ocupació sembla relacionar-se amb una destrucció violenta, possiblement un incendi, a jutjar per la descripció del nivell superior, de terra negra amb carbó, fragments de tova i terra cuita.

## Troballes
La ceràmica permet adscriure el jaciment al bronze ple, amb una tipologia similar a la d'altres poblats de la província de Conca, de la província de Terol i, en menor mesura, de València. Predominen els contenidors de mida mitjana destinats a l'emmagatzematge de líquids i sòlids, a més d'alguna escudella, bols i vasos carenats, olles i orses, i un vas carenat profund. Altres materials són: un botó d'ivori de perforació en V, localitzat a la base de l'estratigrafia, i un punxó metàl·lic, un ídol petit de pedra i un xiulet de ceràmica trobats a la superfície o en els voltants del turó.
Les restes de fauna mostren el predomini dels ovicàprids, utilitzats per la seua carn, enfront dels bòvids i súids que resulten marginals. L'aparició d'un cànid es vincula a la cura dels ramats o a la seua participació en activitats cinegètiques, i la presència d'animals silvestres és també marginal, documentada per alguns conills i un cérvol caçats en edat adulta.